# Boisko Piłkarskie Hotel GEM
Le Boisko Piłkarskie Hotel GEM est un stade de football polonais situé à Zacisze, quartier de la ville de Wrocław, dans la voïvodie de Basse-Silésie.
Le stade, doté de 400 places, sert d'enceinte à domicile à l'équipe de football du Śląsk Wrocław (féminines).
Il porte le nom de l'Hotel GEM, situé près du stade.

## Histoire
Le stade ouvre ses portes tous les jours de 7h à 22h.